# فالنتين جانيف
فالنتين جانيف (بالبلغارية: Валентин Ганев)‏ هو ممثل بلغاري، ولد في 7 أبريل 1956 بروسه في بلغاريا.

## أعمال

### أفلام
- (2003) في الجحيم
- (2006) المهجور
- (2006) اخر الرجال الصامدين
- (2009) نينجا
- (2010) الخلاص
- (2016) لا يقهرIV

## وصلات خارجية
- فالنتين جانيف على موقع IMDb (الإنجليزية)
- فالنتين جانيف على موقع ألو سيني (الفرنسية)
- فالنتين جانيف على موقع أول موفي (الإنجليزية)
- فالنتين جانيف على موقع قاعدة بيانات الفيلم (الإنجليزية)
- فالنتين جانيف على موقع كينوبويسك (الروسية)